# Jolly Roger

De bekendste Jolly Roger

In het algemeen wordt de vlag van piraten Jolly Roger genoemd. De afbeelding op de vlag staat meestal symbool voor de dood.
De tegenwoordig bekendste piratenvlag bestaat uit een wit doodshoofd met gekruiste witte botten erachter (en later ook eronder) op een zwarte achtergrond, maar in principe had iedere piraat met een eigen schip zijn eigen vlag. Deze bekende vlag zou voor het eerst gevoerd zijn door Richard Worley in 1718, hoewel rond diezelfde tijd Emanuel Wynne vrijwel dezelfde vlag voerde, alleen met toevoeging van een zandloper.
De elementen die op piratenvlaggen voorkwamen waren een doodshoofd, het symbool voor de dood, een skelet gaf een kwellende dood aan, een zandloper gaf aan dat de tijd gekomen was, een bloedend hart een langzame en pijnlijke dood en een dolk of machete betekende een drang om te vechten. Van de eerste piratenvlaggen van de boekaniers wordt beweerd dat ze effen rood of zwart waren.
Het idee dat piraten vaak naar hun slachtoffer voeren onder een piratenvlag is onjuist. Zeeroven onder een valse vlag levert immers beter resultaat op. Varen onder de piratenvlag was eerder symbolisch dan strategisch.
De kleur van de vlag zelf was wit zonder opdruk, rood of zwart, wit betekende in het algemeen een achtervolging, waarbij het slachtoffer zich nog over kon geven. Rood gaf aan dat iedereen die weerstand bood gedood werd en dat alles meegenomen werd. Bij een zwarte vlag was er soms nog tijd voor overgave, maar werd ook vaak direct aangevallen. Een zwarte vlag kon ook goed nieuws betekenen voor gevangenen, die dan kans hadden om bevrijd en meegenomen te worden. Vanaf ongeveer 1700 is de kleur zwart aardig standaard geworden en zijn de rode en witte vlaggen weinig meer gebruikt.
Van de oorsprong van de naam 'Jolly Roger' is weinig bekend. Er wordt weleens beweerd dat de term is afgeleid van "Jolie Rouge" ( Frans voor: 'het mooie rood') wat sloeg op een rode vlag die werd gebruikt door Franse kapers. Deze hypothese wordt beschouwd als een onjuiste etymologie, daar de uitdrukking "Jolie Rouge" in verwijzing naar een piratenvlag niet wordt weergegeven in historische bronnen.

## Overzicht van piratenvlaggen

Vlag van Christopher Condent
Vlag van Edward England
Vlag van Edward Teach (Zwartbaard)
Vlag van Emanuel Wynne
Vlag van Henry Every
Vlag van Jack Rackham
Vlag van Stede Bonnet
Vlag van Thomas Tew

### Vlag van Bartholomew Roberts

Vlag van Bartholomew Roberts

Bartholomew Roberts, alias Black Bart niet te verwarren met Blackbeard, gebruikte een vlag met een afbeelding van hemzelf erop. Hij stond hierop afgebeeld met een zwaard in de hand. Onder elk van zijn voeten lag een schedel, met daaronder de afkortingen 'A.B.H.' en 'A.M.H.'. Dit symboliseerde de weerzin die Roberts voelde tegen de inwoners van Barbados en Martinique, aangezien hij zich door hen slecht behandeld voelde. De afkortingen staan namelijk voor A Barbadian's Head ("Een Barbadiaans hoofd") en A Martiniquian's Head ("Een hoofd van een Martiniquaan"). De Nederlandse zeerover Rock de Braziliaan, die vooral op Spaanse en Portugese schepen joeg, gebruikte een zwarte vlag met daarop de afbeelding van een wit geraamte en de tekst "Het lijk van een Spanjaard."

## Sea Shepherd
De organisatie Sea Shepherd gebruikt ook een Jolly Roger. Deze vlag is een verbastering van Edward England Jolly Roger, doch niet met botten maar met Neptunus' harpoen en een herdersstaf. Hiermee wordt wel verwezen naar de aard van de organisatie en hun werkwijzen, maar maken zij een duidelijk onderscheid tussen henzelf en "gewone" piraten: de boten van de Sea Shepherd vallen immers enkel aan ter bescherming van het zeeleven en niet om te plunderen. Ook staan er hier een dolfijn en een walvis op het voorhoofd van de schedel.